# Ahmed Best
Pour les articles homonymes, voir Best.
Ahmed Best est un acteur américain né le 19 août 1973 à New York. Il est surtout connu pour son rôle de Jar Jar Binks dans la franchise Star Wars.
Il reprend également le rôle du Maître Jedi Kelleran Beq dans la série The Mandalorian, précédemment joué dans l'émission de 2020 Jedi Temple Challenge.

## Filmographie

### Acteur
- 1989 : Lean on Me : figurant
- 1999 : Star Wars, épisode I : La Menace fantôme (Star Wars: Épisode I - The Phantom Menace) : Jar Jar Binks
- 2002 : Friendly Criminal de Robert A. Coulter et Kevin Filippini
- 2002 : Star Wars, épisode II : L'Attaque des clones (Star Wars: Épisode II - Attack of the Clones) de George Lucas : Jar Jar Binks / Ack-meq Bek
- 2003 : The Stockholm Syndrome (sv) de Håkan Lindhé (sv)
- 2003 : There's a Sucker Born Every Minute de Charles Papert : Nathan
- 2005 : Escorched de  Colin Campbell : Richard Prentiss
- 2005 : Star Wars, épisode III : La Revanche des Sith (Star Wars: Épisode III - Revenge of the Sith) de George Lucas : Jar Jar Binks
- 2006 : Open Window de Mia Goldman : Rufus
- 2023 : The Mandalorian (série TV) : le maitre Jedi Kelleran Beq (saison 3 épisode 4)

### Doublage
- 1999 : Star Wars Episode I : Le Nouveau Monde Gungan (jeu vidéo) : Jar Jar Binks
- 2004 : Kangaroo Jack: G'Day, U.S.A.! (en) (vidéo) : Louis Booker
- 2008-2014 : Star Wars: The Clone Wars (série d'animation) : Jar Jar Binks

### Producteur
- 2005 : The DL Chronicles (série télévisée)